# Hampden Park (1873)
Der Hampden Park (auch First Hampden Park genannt) war ein Fußballstadion im schottischen Glasgow. Es war zwischen 1873 und 1883 das erste von drei gleichnamigen Heimspielstätten des FC Queen’s Park. Es war zudem Austragungsort des ersten schottischen Pokalfinals in der Geschichte, und sieben weiteren. Sechsmal war es Länderspielort für Schottland.

## Geschichte
Der im Jahr 1867 gegründete FC Queen’s Park baute den Hampden Park zwischen dem „Recreation Ground“ wo der Verein bis dahin gespielt hatte und „Hampden Terrace“.
Es war das erste Stadion mit Drehkreuzen in Großbritannien. Das Eröffnungsspiel fand am 25. Oktober 1873 bei einem 7:0-Sieg in der 1. Runde des schottischen Pokals gegen den FC Dumbreck statt. In dem Stadion fand später in der Saison das erste schottische Pokalfinale statt, bei dem Queen’s Park den FC Clydesdale mit 2:0 besiegte. In den Jahren 1875, 1876, 1877, 1878, 1879 1880 und 1883 war es ebenfalls Endspielort.
In Hampden Park wurden zudem sechs Länderspiele von Schottland ausgetragen. Erstmals am 2. März 1878 bei einem 7:2-Sieg gegen England.
Im Jahr 1883 verließ Queen’s Park den Hampden Park aufgrund von Plänen der Caledonian Railway, die Cathcart-Niederlassung auf dem gesamten Gelände zu errichten. Queen’s Park zog ein paar hundert Meter nach Osten auf ein neues Gelände, das sie auch Hampden Park nannten. (auch Second Hampden Park) Dieser wurde 1884 bezogen. 1903 zog Queen’s Park weiter in den heutigen Hampden Park (Third Hampden Park) um, wobei der zweite Hampden von Third Lanark übernommen und in Cathkin Park umbenannt wurde.
Auf dem Gelände des ersten Hampden Parks befindet sich heute eine Eisenbahnlinie und ein Bowls-Verein namens Hampden Bowling Club. Im Jahr 2019 wurde an der Rückwand des Vereinshauses ein Wandgemälde zum Thema Schottlands 5:1-Sieg gegen England im März 1882 gemalt auf dem sich Charles Campbell und Andrew Watson befinden.